# Alajčauš
Alajčauš je naziv za zapovjednika alkara kopljanika, a zamjenjuje alkarskog vojvodu u svim poslovima vezanim za pripreme Alke te pomaže pri izboru alkara.
Alajčauš je između ostaloga odgovoran za održavanje prova i rukovođenje trka za vrijeme probe (prove) i Alke. Također mora provjeriti ispravnost odijevanja alkara. Alajčauš ima zamjenika koji mu pomaže u poslovima.

## Poveznice
- Sinjska alka